# Wilhelm Goldschmidt
Wilhelm Carl Emanuel Goldschmidt (* 21. Dezember 1841 in Berlin; † nach 1921) war ein deutscher Schriftsteller und Übersetzer.

## Leben
Der Vater Eduard Goldschmidt war ein jüdischer Kattunfabrikant (R. Goldschmidt & Söhne) in Berlin, die Mutter Bertha war eine Tochter von Christian Kunth, dem Erzieher von Alexander und Wilhelm von Humboldt. Der Bruder Friedrich Goldschmidt wurde Industrieller und Reichstagsabgeordneter, der Bruder Paul Goldschmidt wurde Historiker.
Wilhelm Goldschmidt besuchte ein Gymnasium und studierte danach an der Universität Berlin.
1865 siedelte er nach St. Petersburg über. Dort war er Mitbegründer der ersten russischen Modezeitung Der neue russische Bazar (Новий русский базар), die im Wesentlichen eine Ubersetzung der Berliner Modezeitschrift Der Bazar war. Er machte sie zur größten Modezeitung in Russland mit 6000 gedruckten Exemplaren (1870). 1872 gab er die Leitung ab. Seit 1875 schrieb er für die neue deutschsprachige Zeitschrift St. Petersburger Herold und wahrscheinlich auch für das Theater. Wilhelm Goldschmidt führte außerdem eine Buchhandlung in St. Petersburg (und möglicherweise auch in Moskau).
1888 kehrte er nach Deutschland zurück und lebte danach in Aschaffenburg. Von 1922 ist eine letzte Erwähnung über ihn bekannt.
Wilhelm Goldschmidt war mit Aimée (Ljubow), einer Tochter des Chemikers Meyerstein verheiratet. Sie hatten die Kinder Rafael (* 1870) und Eugenie (* 1882).

## Publikationen
Wilhelm Goldschmidt übersetzte russische Märchen, Romane und Erzählungen. Außerdem schrieb er eigene Texte.
Eigene Texte
- Der Gouverneur von Darien, Wigand, Leipzig 1875
- Dramaturgische Notizen, Bichteler,  Berlin 1878 Digitalisat
- Notizen zu Schriften von Paul Lindau, Richter Berlin 1878
- Nihilisten, Bensheimer, Mannheim 1891

Übersetzungen
- Russische Märchen, Friedrich, Leipzig 1883
- Erzählungen von Feodor Michailowitsch Dostojewskij. Frei nach dem Russischen von Wilhelm Goldschmidt. Reclams Universal-Bibliothek Reclam, Leipzig 1885, Neuauflage 1918
- Fremde Schuld. Roman von P. Letnew, München 1886
- An einem Haar. Roman von P. Letnew, München 1886
- Der Gefangene im Kaukasus und andere Volkserzählungen. Leo Nikolajewitsch Tolstoi. Mit Bildern von Herbert Lipps. Nach dem Russischen  von Wilhelm Goldschmidt Phoebus-Bücher 37. München 1920